# Dracena (tiểu vùng)
Dracena là một tiểu vùng thuộc bang São Paulo, Brasil. Tiều vùng này có diện tích 2882 km², dân số năm 2007 là 107156 người.